# Melinoides albonotaria
Melinoides albonotaria là một loài bướm đêm trong họ Geometridae.